# Народний секретаріат
Народний секретаріат — виконавчий орган Тимчасового ЦВК Рад України. Сформований у Харкові 30 грудня 1917 (12 січня 1918) року російськими і місцевими більшовиками як український радянський уряд на противагу до Української Центральної Ради та Генерального секретаріату УЦР–УНР.

## Історія
Народний секретаріат перебував у Харкові (грудень 1917 — січень 1918), Києві (лютий 1918), Полтаві і Катеринославі (березень 1918), Таганрозі (квітень 1918). Влада секретаріату була малоефективною і маловпливовою. Зокрема, командувач усіх більшовицьких збройних сил в Україні Володимир Антонов-Овсієнко підкорявся тільки наказам Раднаркому Росії, до складу якого він входив. Після укладення Берестейського миру 1918 і зміни воєнно-політичної ситуації в Україні, більшовицьке керівництво намагалось створити видимість незалежності радянського уряду в Україні, щоб не допустити відновлення влади Центральної Ради. У березні 1918 року на Другому Всеукраїнському з'їзді Рад Україна проголошувалася незалежною від Росії радянською республікою та було проведено реорганізацію Народного секретаріату. До його складу увійшло більше українців, зокрема, Євген Неронович, Георгій Лапчинський, Іван Клименко. Головою став Микола Скрипник.
7 березня 1918 року у цей «кишеньковий» уряд було введено Антонова-Овсієнка як секретаря військових справ і верховного головнокомандувача військ УНР. Єдиним завданням, яке покладалося московським центром на секретаріат у цей період стало забезпечення максимально швидкого вивезення з України на схід продовольства і матеріальних цінностей. Народний секретаріат існував до 18 квітня 1918 року, коли ЦВК Рад України і Народний секретаріат було реорганізовано у Всеукраїнське бюро для керівництва повстанською боротьбою проти німецьких окупантів (існувало до липня 1918 року).
Змістом всього існування Народного секретаріату, як окремого радянського уряду, було, насамперед, намагання Раднаркому легітимізувати пряму агресію більшовицької Росії проти Української Народної Республіки. Власне, з метою максимальної дезорієнтації українського населення, в першу чергу селянства, цьому органові дано назву «секретаріату» (на противагу до Генерального Секретаріату УНР) та для означення маріонеткового більшовицького утворення в Україні збережено назву «Українська Народна Республіка».

## Склад
Народний секретаріат складався з 12 секретарів:
- торгівлі і промисловості (Артем — Федір Сергєєв);
- фінансів (Володимир Ауссем);
- внутрішніх справ (Євгенія Бош);
- міжнаціональних справ (Сергій Бакинський);
- народної освіти (Володимир Затонський);
- продовольчих справ (Еммануїл Лугановський);
- судових справ (Володимир Люксембург);
- у справі праці (Микола Скрипник);
- земельних справ (Євген Терлецький);
- у військових справах (Василь Шахрай).

Пізніше до складу секретаріату увійшли: Яків Мартьянов, Іван Кулик, Юрій Коцюбинський. Протягом деякого часу уряд не мав голови і засідання секретаріату вела Є. Бош.